# Boschia mansonii
Boschia mansonii là một loài thực vật có hoa trong họ Cẩm quỳ. Loài này được Gamble mô tả khoa học đầu tiên năm 1908.